# محوطه اشاقی کند ۲
محوطه اشاقی کند ۲ مربوط به دوران‌های تاریخی پس از اسلام است و در استان قزوین، بخش مرکزی، شهرستان بوئین‌زهرا، روستای چلمبر واقع شده و این اثر در تاریخ ۲۵ خرداد ۱۳۸۱ با شمارهٔ ثبت ۵۸۰۲ به‌عنوان یکی از آثار ملی ایران به ثبت رسیده است.